# Bo Gu

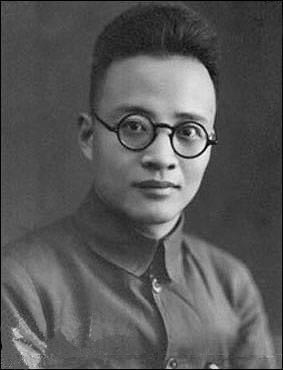
Porträt von Bo Gu, 1930er Jahre

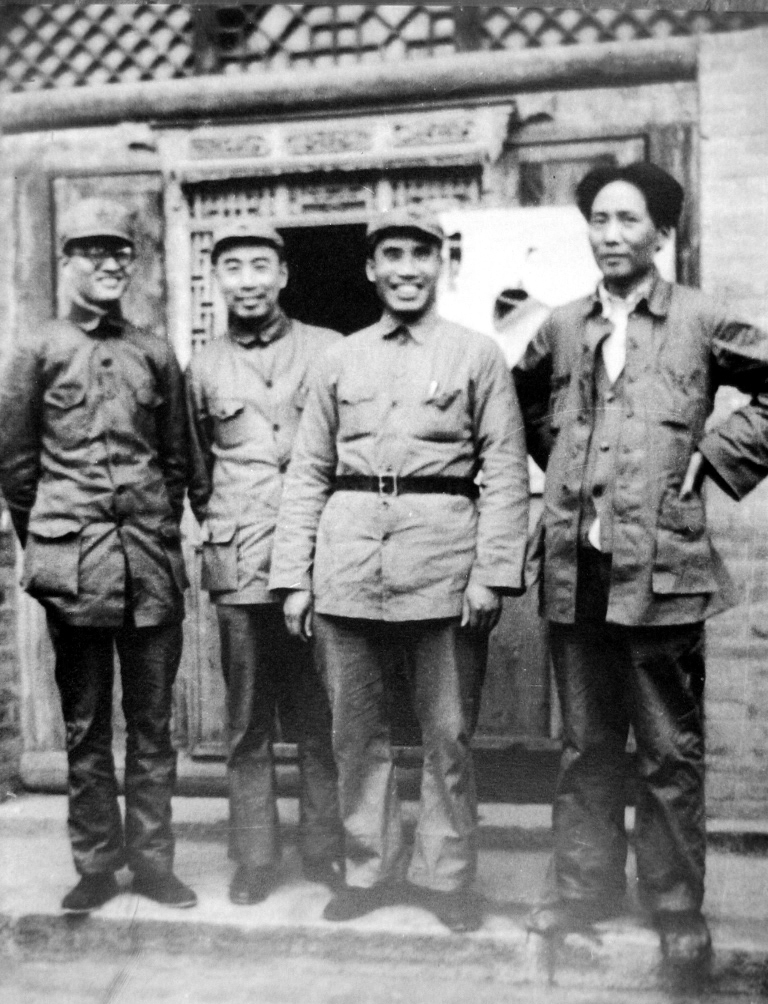
Bo Gu (links) mit Zhou Enlai, Zhu De und Mao Zedong in Yan’an

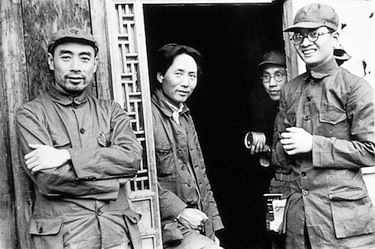
Bo Gu (rechts) mit Zhou Enlai und Mao Zedong, Yan’an, 1937

Bo Gu (chinesisch 博古, Pinyin Bó Gǔ, W.-G. Bo Ku; * 24. Juni 1907 in Hangzhou, Zhejiang; † 8. April 1946), eigentlicher Name Qin Bangxian (秦邦宪,  Qín Bāngxiàn), war ein hochrangiges Mitglied der der Kommunistischen Partei Chinas und hatte in den frühen 1930er Jahren großen Einfluss auf ihre Politik. Er gehörte zu den in Moskau ausgebildeten 28 Bolschewiken und führte die Partei faktisch, als sie mehrere Sowjetrepubliken etablieren und verteidigen konnte. In dieser Phase stand er in einem Machtkampf mit Mao Zedong. Nach dem Verlust des Jiangxi-Sowjets wurde er auf dem Langen Marsch für militärische Fehler der chinesischen Roten Armee verantwortlich gemacht und von Mao Zedong und seinen Unterstützern auf der Konferenz von Zunyi entmachtet. Trotzdem konnte er in der Partei bis zu seinem Tod weiterhin hohe Posten bekleiden.

## Leben
Bo besuchte eine Handwerksschule und engagierte sich als Jugendlicher in der Bewegung gegen die Kriegsherren und gegen ausländischen Imperialismus. Im Jahre 1925 trat er in die Shanghai-Universität ein, wo er mit den Ideen des Marxismus-Leninismus in Kontakt kam, vor allem durch chinesische Kommunisten der ersten Stunde wie Qu Qiubai oder Deng Zhongxia. Er wurde Teil der Bewegung des 30. Mai, trat der Kommunistischen Partei bei und boykottierte ausländische Produkte.
Später wurde er zum Studium an die Sun-Yatsen-Universität entsandt, wo er sie sein Freund Wang Ming, aber auch Zhang Wentian oder Yang Shangkun eine bolschewistische Ausbildung erhielt. Nach seiner Rückkehr nach China gehörte er zur Gruppe der 28 Bolschewiken, von denen die Komintern erwartete, dass sie die Revolution in China in ihrem Sinne steuern würde. Nach seiner Rückkehr bekamen er und seine Kommilitonen zunächst nur untergeordnete Posten bzw. Tätigkeiten.
Bos steile Karriere begann mit der Ankunft des Komintern-Gesandten und früheren Rektors der Sun-Yatsen-Universität Pawel Mif im Oktober 1930. Mif begann, die Führung der Kommunistischen Partei Chinas nach seinen Vorstellungen umzubauen und berief deshalb im Januar 1931 ein erweitertes Plenum ein, das zu einem Drittel aus Studenten der Sun-Yatsen-Universität bestand, darunter Bo Gu. Nachdem die KP-Führung Shanghai verlassen musste und in den Jiangxi-Sowjet zog, wurde er de facto Vorsitzender des provisorischen Politbüros. Sein fester Glaube an die universelle Anwendbarkeit des sowjetischen Weges der Revolution brachte ihn in Konflikte mit den Kommunisten, die aus der chinesischen kommunistischen Bewegung selbst entstammten, allen voran Mao Zedong. Bo versuchte mit einigen Verbündeten, aktiv Maos Stellung in der Partei zu untergraben, wenngleich er nicht offen Stalins Politik, auch Mao zu unterstützen, nicht offen hinterfragen konnte.
Im Januar 1932 gaben Bo Gu und Luo Fu die Direktive heraus, dass in einer oder mehreren Provinzen zu Revolution zum Erfolg zu führen sei und dass zu diesem Zweck Nanchang, Ji’an und andere Städte in Jiangxi anzugreifen seien. Die Direktive erinnerte auch daran, Rechtsabweichler zu bekämpfen. Mao lehnte diese Anweisungen als unrealistisch ab. Bo versuchte in der Folge mit Hilfe von Luo Fu, Ren Bishi, Xiang Ying, Deng Fa und Gu Zuolin erneut, Mao aus seinen Positionen zu drängen. Eine negative Reaktion der Komintern fürchtend sandten sie eine Mitteilung auf Englisch an die Komintern, dass es keine gegen Mao gerichteten offenen Diskussionen gäbe. Parteiintern verteilten sie eine Direktive auf Chinesisch, dass Mao zu kritisieren sei. Diese Direktive musste nach Ankunft des neuen Komintern-Gesandten Arthur Ewert im Januar 1933 zurückgezogen werden.
Nachdem das Shanghaier Büro der Kommunistischen Partei aufgegeben werden musste, zog auch Bo Gu in den Jiangxi-Sowjet und wurde für die gesamte Parteiführung verantwortlich. Er mied Mao, obwohl dieser als Gründer des Jiangxi-Sowjets ein hohes Ansehen genoss. Im Februar 1933 ließ Luo Ming, der Parteisekretär von Fujian, das Parteikomitee der Provinz die Guerillataktik gegen die Kuomintang gutheißen. Bo startete daraufhin eine Kampagne gegen Luo Ming, Mao Zetan, He Zizhen und andere Angehörige Mao Zedongs. Auch gegen Deng Xiaoping, der seit 1931 im Sowjet tätig war, machte er Vorwürfe wegen angeblichem Opportunismus; Deng gab jedoch nicht klein bei.
Im Herbst 1933 kam Otto Braun im Sowjet an. Da er kein Chinesisch beherrschte, beschränkte er seine Kommunikation auf die Absolventen der Moskauer Universität. Bo Gu entwickelte ein freundschaftliches Verhältnis mit ihm; gemeinsam übernahmen sie das Kommando über die Rote Armee. Am Höhepunkt dieses Kampfes mit Mao meldete sich Mao krank – Bo Gu bezeichnete dies als diplomatische Krankheit und versuchte, ihn nach Moskau loszuwerden. Die Komintern lehnte dies aber ab, sie durchschauten Bos Plan und wollten Mao als Gegengewicht zu den 28 Bolschewiken in China behalten. In Maos Abwesenheit aus Partei- und Armeeführung gelang es den Kuomintang-Truppen im fünften Versuch, den Jiangxi-Sowjet entscheidend zu schwächen. Der Stellungskrieg nach sowjetischer Lehre, den Braun und Bo führten, trug daran eine Mitschuld. Bo, Zhou Enlai, Luo Fu und Braun leiteten deshalb ab Juni 1934 Maßnahmen zur Evakuierung des Sowjets ein.
Auf dem Langen Marsch verschlechterte sich die militärische Situation weiter. Die Unzufriedenheit der Teilnehmer mit der Führung wuchs. Mao gelang es in dieser Zeit, Bos Unterstützer abzuwerben, vor allem Luo Fu und Zhou Enlai. Auf der Konferenz von Zunyi machte Bo objektive Gründe für den Verlust des Jiangxi-Sowjets geltend. Luo und später Mao kritisierten Bo und Braun in ihren Reden scharf und hielten ihnen schwere militärische Fehler vor. Am Ende unterstützte nur noch Kai Feng Bo und Braun. Bo durfte zunächst seine Parteiämter behalten, aber Mao, Luo und Wang Jiaxiang übernahmen die Kontrolle über die Partei. Im Februar 1935 musste Bo seinen Parteivorsitz an Luo abgeben.
Am Ende des Langen Marsches vereinigten sich die Truppen von Mao und Bo mit jenen, die Zhang Guotao unterstanden. Es entwickelte sich ein Machtkampf zwischen Zhang und Mao: Mao wollte mit den vereinigten Truppen in Richtung Norden ziehen, um sich der kommunistischen Basis von Liu Zhidan anzuschließen. Zhang wollte in Sichuan eine eigene Basis errichten. Bo schlug sich auf die Seite Maos. Als sich die Kommunisten in Yan’an etabliert hatten, machte Mao Bo zum Vorsitzenden des Nordwestbüros der Zentralregierung der chinesischen Sowjetrepublik. In dieser Position war er in die Verhandlungen um den Zwischenfall von Xi’an involviert. Er nahm an den Gesprächen mit der Kuomintang teil, die zur Bildung der Zweiten Einheitsfront führten. Ab 1937 war er Vorsitzender der Organisationsabteilung der Partei und kontrollierte damit die Nominierung und Förderung von Kadern.
Im Jahre 1936 schloss Bo Gu sich der Fraktion um Wang Ming an, der in Wuhan eine kommunistische Machtbasis parallel zu Maos Basis in Yan’an eingerichtet hatte und stärker mit der Kuomintang gegen die Japaner kooperieren wollte. Bo distanzierte sich von Wang, nachdem Stalin Wang Ming zu Gunsten von Mao Zedong fallen gelassen hatte. Bei der Umdeutung der Geschichte, die die Kommunistische Partei im Rahmen der Etablierung des Personenkultes um Mao Zedong in den 1940er Jahren vollzog, gehörte Bo zu den Personen, die aufgrund ihrer Gegnerschaft zu Mao stigmatisiert wurden.
Bo kam im Jahre 1946 bei einem Flugzeugabsturz nahe Yan’an ums Leben.